# F·恩斯特·C·诺伊曼
F·恩斯特·C·诺伊曼（1834年1月30日—1918年3月6日）是一位德国病理学家，出生于柯尼斯堡，其兄长卡尔·诺伊曼是一位数学家。